# جيرالد آش
جيرالد آش (بالإنجليزية: Gerald Ash)‏ مواليد 1 أغسطس 1942 في باترسون، هو دراج أمريكي سابق.